# Бутират
Бутиратите (известни още като бутаноати) са естери или соли на бутировата киселина (или бутанова киселина) – вид мастна киселина с къса въглеродна верига. Химическата формула на бутиратния йон е C4H7O2−. Например:
- Целулозен ацетат бутират, (аеролак)
- Метил бутират
- Етил бутират
- Бутил бутират
- Пентил бутират
- Натриев бутират (NaC3H7COO)

В кухината на дебелото черво живеят полезни бактерии (пробиотици), които използват за храна пребиотици – растителни продукти, богати на хранителни влакнини. Пробиотиците разграждат въглехидратите в състава на пребиотиците в отсъствие на кислород – процес, известен като ферментация. Продукт на ферментацията са късоверижни мастни киселини, сред които е и бутиратът – метаболит с висока концентрация в лумена на дебелото черво. Основни източници на производство на тази късоверижна мастна киселина са бактериите Faecalibacterium prausnictzii и Eubacterium rectale.
Бутиратът упражнява положителни ефекти върху редица органи. Той притежава различни механизми на действие, като редица от тях са свързани с епигенететична регулация на генната експресия чрез потискане на ензима хистон деацетилаза. В резултат се ацетилират хистонни белтъци, което води до”разрехавяване” на компактния хроматин – ДНК става достъпна за активаторите на транскрипцията, стимулира се генната експресия.
На ниво „дебело черво“ бутиратът е основен енергиен източник за епителните клетки, участващи в изграждането на лигавицата му – колоноцитите. При липса на бутират настъпва автофагия (самосмилане) на колоноцитите и те загиват. Той влияе върху:
- трансепителния пренос на йони,
- подаването на нервни импулси от ентералната към централната нервна система;
- перисталтиката;
- подобрява защитните функции на лигавичната бариера;
- намалява наличното възпаление и оксидативния стрес;
- оказва въздействие върху клетъчното делене и диференциране, като така предпазва от развитие на колоректален карцином.
Има данни за възможно приложение на бутирата и при състояния, засягащи тъкани извън храносмилателната система – хемоглобинопатии, наследствени метаболитни заболявания, хиперхолестеролемия, затлъстяване, инсулинова резистентност, исхемичен инсулт.
1. Ефект върху чревния трансепителен пренос на йони – абсорбцията на бутирата стимулира всмукването на NaCl и потиска секрецията на хлориди в много по-голяма степен от останалите късоверижни мастни киселини – благодарение на това намира приложение в терапията на инфекциозни диарии (в това число холера), вродена хлорна и антибиотик-асоциирана диария.
2. Ефект върху клетъчния растеж и диференциация – „бутиратен парадокс“ – потискане на клетъчното делене в абнормните и стимулирането му в здравите клетки – проследен основно в клетъчни линии in vitro. Бутиратът действа като инхибитор на хистон деацетилазата. В резултат настъпва свръхацетилиране на хистонни белтъци и се повишава експресията на гени, чиято транскрипция е потисната (сайлънсинг) в абнормните клетки. По този механизъм се стимулира експресията на ген p21 и клетката остава във фаза G1 на клетъчния цикъл, забавя се клетъчното делене. По сходен начин се понижава концентрацията на невропилин 1 (NRP 1) – трансмембранен рецептор, който присъства и в здравите клетки на дебелото черво, но в много по-малко количество. NRP1 се свързва със съдовия ендотелен растежен фактор (VEGF) и така подпомага формирането на съдове в тумора, неговото нарастване и метастазиране. Чрез регулацията надолу на NRP1 се постига активиране апоптозата на карциномните дебелочревни клетки, което подобрява прогнозата за пациента.
В присъствие на бутират се деметилира ДНК на свръхметилирания в туморните клетки ген за GPR109A (рецептор за никотинат), което го активира и допълнително благоприятства програмираната клетъчна смърт на аберантните клетъчни линии. Предполага се съучастието на бутирата в повишаване концентрацията (регулация нагоре) на детоксикиращи ензими – глутатион-S-трансферази, което му отрежда място не само във вторичната, но и в първичната профилактика на колоректалния карцином.
Бутиратът има потенциал да бъде включен в терапевтичната схема при туморните заболявания и благодарение на синергичния му ефект спрямо цисплатина – вид антираково лекарство. Той повишава чувствителността на туморните клетки спрямо медикамента. Доказателства за това са получени в хода на in vitro изследване на HeLa клетъчни линии, както и при in vivo проучвания с мишки албиноси, боледуващи от EAT (Ерлих-Летр хипердиплоиден асцитен тумор). Основната мишена за цисплатина е ДНК. Свързва се с N7-атома на гуанина, в резултат се формират вътреверижни мостове и се блокира транскрипцията, а също и удвояването на генетичния материал. Има данни, че при третиране с цисплатина туморните клетки остават в G1/S и S фаза на клетъчния цикъл, като се наблюдава и понижено ацетилиране на хроматиновия хистон H4. По време на настъпилата пауза клетките могат да се възстановят от предизвиканото от цисплатина увреждане. Това обуславя и развиващата се резистентност на неоплазмата към терапията. При едновременно добавяне на бутират и цисплатина към HeLa клетъчната линия се постигат редица ефекти. В рамките на 4 – 6 часа под действие на бутирата настъпва свръхацетилиране на H4 и на други хистони в еухроматинни участъци, отговорни за преминаване през G1/S фазата и осъществяване на репликацията на ДНК. По този начин клетките с увредената от цисплатина ДНК преминават през S-фазата – потенцира се цитотоксичният ефект на медикамента. През втората фаза от действието на бутирата се потиска синтезата на ДНК и експресията на редица гени, регулиращи клетъчния цикъл. Резултатът е стимулиране на програмираната клетъчна смърт.
3. Ефект върху възпалението и оксидативния стрес:
-противовъзпалителна функция – бутиратът е подходящ за прилагане в профилактиката и лечението на възпалително-медиирания язвен колит и колоректален карцином:
4. Укрепване на неспецифичните защитни механизми на чревната лигавица – слузна покривка, антимикробни пептиди и междуклетъчно свързване (tight junctions)
5. Ефект върху чревната перисталтика – в проучване на Soret et al. е установено, че ex vivo бутиратът засилва обусловеното от ацетилхолина съкращение на циркулярния мускулен слой на чревната стена. Авторите предполагат, че бутиратът може да намери приложение в терапията на болестни състояния на храносмилателната система, при които има мотилитетни нарушения.
6. Ефект върху подаването на нервни импулси от ентералната към централната
нервна система.
В България бутиратът се предлага под търговското название интеста ,бутарен и Бутирин. 